# Fachhochschule für Finanzen des Landes Brandenburg
Die Fachhochschule für Finanzen des Landes Brandenburg (Kurzbezeichnung: FHF) in Königs Wusterhausen ist eine der Hochschulen des öffentlichen Dienstes des Landes Brandenburg. An der Hochschule und in Ausbildungsfinanzämtern (duales Studium) werden die Studierenden auf die Beamtenlaufbahn des gehobenen Dienstes in der Steuerverwaltung der Bundesländer Brandenburg, Berlin, Sachsen-Anhalt sowie als Bundesbetriebsprüfer vorbereitet. Den Vorbereitungsdienst absolvieren die Studierenden im Rahmen eines Beamtenverhältnisses auf Widerruf, sie stehen also in einem Dienstverhältnis und erhalten eine Anwärterbesoldung. Aufgrund der Ausbildung im dualen Diplom-Studiengang erwerben die Studierenden an der Fachhochschule für Finanzen trotz des Bologna-Prozesses als Abschluss ein Diplom.

## Geschichte
Die Hochschule wurde am 1. Juli 1991 durch das Ministerium der Finanzen Brandenburg errichtet und erhielt gemeinsam mit der Landesfinanzschule und dem Fortbildungszentrum der Finanzverwaltung des Landes Brandenburg den gemeinsamen Standort in Königs Wusterhausen. Der Campus wurde fortan Bildungszentrum Königs Wusterhausen genannt.
Seit dem 1. September 1999 bildet das Land Brandenburg aufgrund eines Kooperationsvertrag auch die Nachwuchskräfte  für den mittleren und gehobenen Dienst aus dem Land Sachsen-Anhalt in Königs Wusterhausen aus. Das Land Berlin schloss sich dieser Vereinbarung für die Anwärter des gehobenen Dienstes am 1. September 2002 an. Die Anwärter des mittleren Dienstes des Land Berlins werden seit 1. September 2006 in Königs Wusterhausen an der Landesfinanzschule ausgebildet.
Durch die Zusammenlegung der Justizakademie und der Landesakademie für öffentliche Verwaltung, der Fachhochschule für Finanzen, der Landesfinanzschule und des Fortbildungszentrums der Finanzverwaltung an einem gemeinsamen Standort in Königs Wusterhausen wurde  das Bildungszentrum der Finanzverwaltung Königs Wusterhausen im Jahr 2008 in das Aus- und Fortbildungszentrum Königs Wusterhausen (kurz: AFZ KW) umbenannt. Im Jahr 2015 verzeichnete die Hochschule einen neuen Höchststand mit 600 eingeschriebenen Studierenden aus den Ländern Brandenburg, Berlin, Sachsen-Anhalt und des Bundeszentralamtes für Steuern. Daneben lernten weitere rund 650 Schülerinnen und Schüler an der Landesfinanzschule. Mit den mehr als 1.200 Personen waren beide Bildungseinrichtungen vollständig ausgelastet.

## Studium

### Allgemeines
An der Fachhochschule für Finanzen findet der Schwerpunkt eines dreijährigen Studiums des Steuerrechts statt. Die Studenten verbringen insgesamt 21 Monate mit Fachstudien. Da das dreijährige Studium sich in Studien- und Praxisphasen an Finanzämtern aufteilt, verbringen die Studierenden die übrigen 15 Monate in dem ihnen zugeteilten Ausbildungsfinanzamt. Das Studium schließt mit dem akademischen Grad Diplom-Finanzwirtin (FH) / Diplom-Finanzwirt (FH) ab.

### Lehrbereiche
Lehrbereich I – Abgabenordnung
- Steuerliches Verfahrensrecht
- Methodik der Rechtsanwendung

Lehrbereich II – Einkommensteuer I
- Steuern vom Einkommen und Ertrag (1.–3. Sem.)

Lehrbereich III – Einkommensteuer II
- Steuern vom Einkommen und Ertrag (4.–6. Sem.)
- Internationales Steuerrecht und Gewerbesteuer

Lehrbereich IV – Besteuerung der Gesellschaften
- Besteuerung der Gesellschaften
- Bewertungsrecht
- Erbschaft- und Schenkungssteuerrecht, Grundsteuer- und Grunderwerbsteuerrecht

Lehrbereich V –  Bilanzsteuerrecht
- Bilanzsteuerrecht
- Wirtschaftswissenschaften

Lehrbereich VI – Umsatzsteuer
- Umsatzsteuerrecht
- Informations- und Wissensmanagement

Lehrbereich VII – Öffentliches Recht und Zivilrecht
- Öffentliches Recht
- Zivilrecht

Lehrbereich VIII – Verwaltungs- und Selbstmanagement
- Sozialwissenschaftliche Grundlagen des Verwaltungshandelns
- Verwaltungsmanagement
- Arbeits- und Selbstorganisation

Lehrbereich IX – Zentrale Fachanwendungslehre
- Fachanwendungslehre (IT-Lehre)